# Hotel de Strelitz
Das Hotel de Strelitz bei Hannover war ein im 17. Jahrhundert errichtetes Hotel mit einem „besonderen Ruf“. Im Laufe von zwei Jahrhunderten veränderte sich der gastronomische Schwerpunkt der Einrichtung von einer renommierten Weinschenke insbesondere für Reisende hin zu einer zur Zeit des Königreichs Hannover allgemein auf die Bedürfnisse von Menschen jüdischen Glaubens spezialisierten „vermutlich“ koscheren Küche. Die Geschichte des ersten modernen Hotels in der Calenberger Neustadt ist eng verbunden mit der Hauptstadtfunktion Hannovers im (heutigen) Bundesland Niedersachsen. Standort des Gebäudes war die Calenberger Straße Ecke Neue Straße, das wäre heute Calenberger Straße Ecke Leibnizufer.

## Geschichte

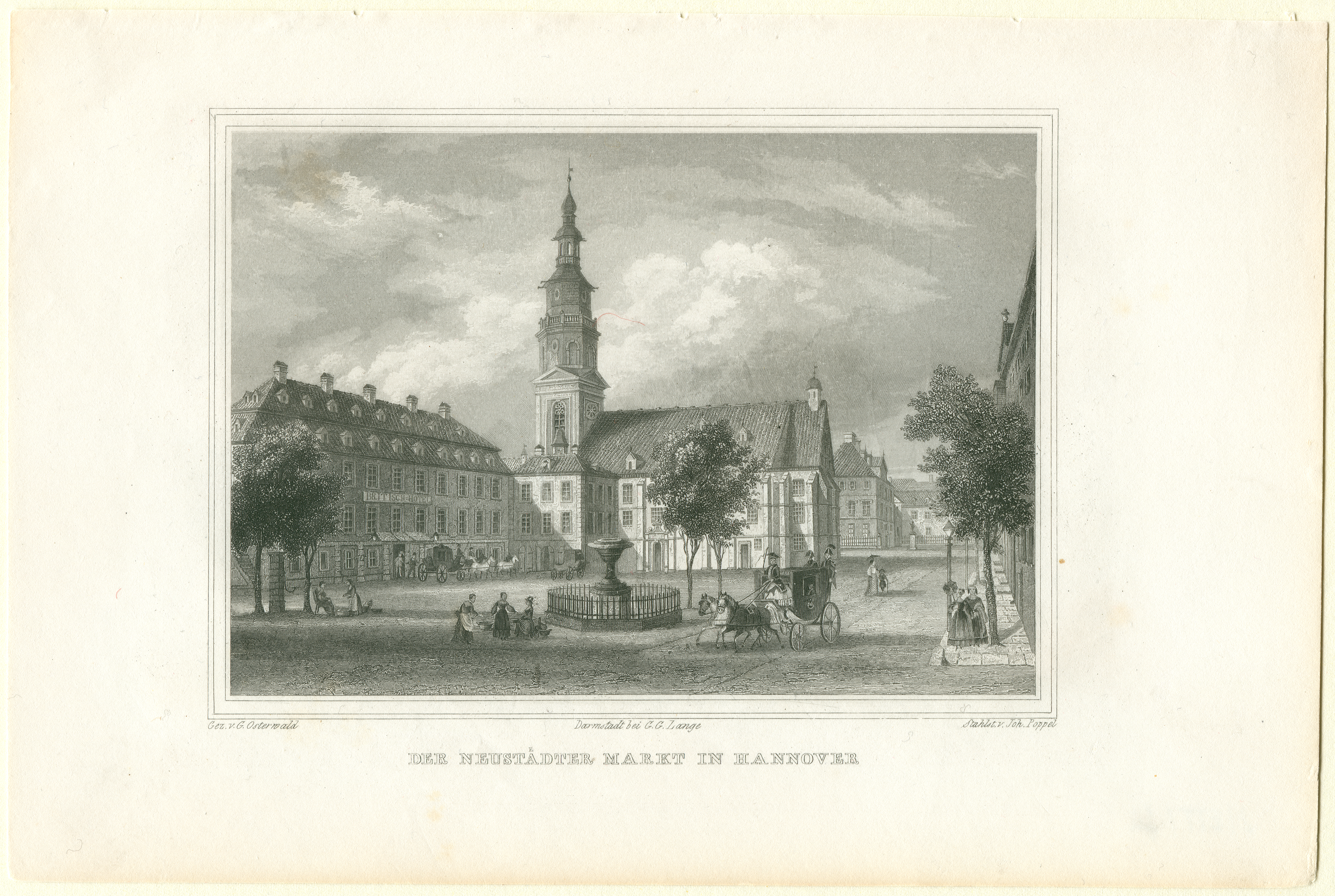
Rund um das ehemalige Verkehrszentrum am Neustädter Markt, hier mit Blick auf eine Pferdekutsche vor der Neustädter Kirche und dem British Hotel, entstanden ab der Mitte des 17. Jahrhunderts zahlreiche Hotelbauten, darunter das Hotel de Strelitz;
Stahlstich um 1850 von Johann Poppel nach einer Zeichnung von Georg Osterwald

Nachdem mitten im Dreißigjährigen Krieg der Fürst von Calenberg, der Herzog Georg von Calenberg, 1636 die Stadt Hannover zum Sitz seiner neuen Residenz erklärte und als ersten Residenzbau hierfür die Errichtung des Leineschlosses befahl, entstand an dem der Altstadt Hannovers und dem Schloss gegenüberliegenden Ufer der Leine die Calenberger Neustadt für das Gefolge des Landesherrn, insbesondere als neuer Standort für die Behörden der Regierung und als Wohnsitz für die zahlreichen Bediensteten des Monarchen und dessen zahlreiche Soldaten. Speziell auch Menschen anderer Religionsgemeinschaften – in der hannoverschen Altstadt durften im Zuge der Reformation seit 1588 nur noch Protestanten ihren Wohnsitz nehmen – durften sich in der als eigenständige Stadt mit eigener Stadtverwaltung angelegten Neustadt – die allerdings durch die erweiterte Stadtbefestigung Hannovers einem barocken Verteidigungsraum zusammengefasst wurde – bald auch Katholiken, Hugenotten und Juden niederlassen. In der Folge siedelten sich rund um den neu angelegten Neustädter Markt, der bis zum Bau ersten Eisenbahnstrecke Hannovers das Verkehrszentrum für die zumeist mit Kutschen beförderten Reisenden war, „die besten Hotels und die meisten Hoflieferanten“ an. Hierzu gehörte auch das bis 1680 errichtete Hotel de Strelitz, das zunächst als erstes modernes Gasthaus der Calenberger Neustadt mit Weinschenke konzipiert worden war.
Nachdem gut einhundert Jahre später 1798 das erste Adressbuch der Stadt Hannover unter anderem den „Aubergist und Weinhändler in der Strelitz-Schänke“ verzeichnete, namentlich den Inhaber Joh. Friedr. Böttcher, bildete sich Anfang des 19. Jahrhunderts im allgemeinen Sprachgebrauch die Bezeichnung „Strelitz-Schenke“ und „Böttchers Schenke“ heraus. Zur Zeit des Königreichs Hannover hatte um die Mitte des 19. Jahrhunderts die jüdische Familie Spanier das Haus in ihrem Besitz und betrieb dort „vermutlich“ eine für reisende und ortsansässige Glaubensbrüder gewünschte koschere Küche.
Am 11. Oktober 1842 trafen sich im Hotel de Strelitz 65 Vertreter des hannoverschen Kulturlebens, darunter August Hengst, Ernst von Bandel, Wilhelm Kretschmer, Carl Oesterley senior, Edmund Koken und Heinrich Marschner zur Gründungsversammlung des Hannoverschen Künstlervereins (HKV). Ziel der Vereinsgründung in dem vornehmen Hotel war es, Künstlern und Kunstfreunden Möglichkeiten zu „edler Geselligkeit“ anzubieten.
Ebenfalls um die Mitte des 19. Jahrhunderts entstand nach Plänen des königlichen Hofbaumeisters Georg Ludwig Friedrich Laves ab 1845 ein neuer „Centralbahnhof“, der erste Bahnhof im Königreich und städtebaulicher Endpunkt der sogenannten „Laves-Achse“ und zugleich der neue, beherrschende Abschluss der von Laves entworfenen Ernst-August-Stadt. In der Folge verlagerte sich das Verkehrszentrum der Landeshauptstadt weg vom Neustädter Markt hin zum Ernst-August-Platz.